# Достопримечательность (За гранью возможного)
«Достопримечательность» (англ. The Outer Limits: Tourist Attraction) — телефильм, 13 серия 1 сезона телесериала «За гранью возможного» 1963—1965 годов. Режиссёр: Ласло Бенедек. В ролях — Джанет Блэр, Генри Сильва, Ральф Микер, Джей Новелло, Ноэль де Соуза.

## Вступление
В темной и неспокойной истории человечества есть несколько идолов Смерти. Если эти идолы придут к нам, наши Боги будут также мертвы. Один каменный истукан был однажды таким божеством тысячу лет, прошедших в центральных горах американского континента. Сегодня же у нас появились новые идолы: идол Власти и идол Денег. Республика Сан Блас находится к западу от бассейна реки Ориноко, немного севернее экватора. Её основной экспорт — кофе, медь, красное дерево, специи и шафран. Веками в борьбе за власть множество раз менялись правители — неся кровь, огонь и смерть. Последняя из этих революций свершилась во главе с Генералом Хуаном Мекурио, сильнейшим правителем из всех. Только на индейцев, которые свято верят в свои божества, держащим их вероисповеданием и молитвой в вулканических нагорьях, это не произвело впечатления. Они пережили и конкистадоров с властью их оружия и сверкающих флагов, и революционеров с их властью рвения к победе и готовности умереть, и американцев с их властью денег и бульдозеров, летними плавучими домами в озере внутри кратера Али Папа, с их приспособлениями, машинами и аппаратами. Эти странные эпохи как наступят, так и пройдут… но пока есть вера в божества, она должна остаться навсегда.

## Первое дополнительное вступление
Опускаясь в морскую пучину, защищённый только кислородным баллоном и охотничьим копьем, учёный-исследователь исследует шельф у Сан Бласа. Но ему неведомо, что он, наблюдатель, также наблюдается. Скрытые в извилистых ручьях морских водорослей, слепые глаза, слепые в течение многих столетий, смотрят на него из пропасти. Это легендарный Морской Дьявол, ощущающий все через нервные рецепторы в своей коже, узнает дьявольского инопланетного захватчика… человека.

## Второе дополнительное вступление
Сдавленный и растянутый постоянным сверлением ультразвуковых лучей, бетонный фасад дамбы трещит и ломается. Давление в десять миллионов тонн приведёт к окончательной катастрофе…

## Сюжет
Возглавляемая миллионером Джоном Декстером группа исследователей преследуют древнего водного монстра, который, как считают, живёт в водах южноамериканского диктаторского государства Сан-Блас (условно расположено в районе между Ориноко и экватором). Когда существо захвачено, Декстер планирует перевезти его в США, чтобы приобрести славу, но диктатор Сан Бласа Хуан Меркурио планирует использовать существо, чтобы привлечь туристов в свою страну. У существа, однако, есть свои собственные планы.

## Заключительная фраза
Силы природы не будут подчиняться несправедливости. Даже человеку, наделённому правами диктатора, придется столкнуться со сдерживающими силами и противовесами со стороны Вселенной, которые не позволят ему ставить своих людей под жестокое рабство и репрессии. И при этом он не сможет властвовать над силами природы тройным гнетом тщеславия, жадности и амбиций. По словам Шелли, «Здесь покоится ваш тиран, который мог бы управлять миром, будучи бессмертным.»